# MOA (基本規約)
MOA（英: Memorandum of Association）は、（イギリスなどの）会社の基本規約の一種。MOAはMemorandum of Associationの略で日本語訳では「基本定款」と訳される。

## イギリスの基本定款
イギリスでは1985年会社法によりMemorandum of Association（基本定款）とArticles of Association（通常定款）の2つの基本規約を定めることとされた。
1985年会社法では基本定款に定める事項として社名、会社の目的、会社の種類、有限責任と無限責任の区別、登記された事務所の場所などがあった。しかし、2006年会社法によりこれらは通常定款で扱われる（社名の場合は設立証書に記録される）こととなり、基本定款は引受人が会社設立の意思（会社設立の経緯）を示すための非常に簡単な文書になった。

## インドの基本定款
インドでは会社の基本規約としてMemorandum of Association（基本定款）とArticles of Association（付属定款）の2つがある。インドの会社の基本規約はMemorandum of Associationは「基本定款」、Articles of Associationは「付属定款」と訳されている。
インドの会社法上の基本定款は会社の憲章となるもので、会社の名称や所在州名、事業目的（主目的と主目的達成のための付随的・補助的目的）、株主の責任、授権資本金額、設立文言などを記載したもので発起人が署名を行う。